# 青木幸保
青木 幸保（あおき ゆきお、1954年（昭和29年）3月1日 - ）は、日本の政治家。岩手県西磐井郡平泉町長（3期）。平泉町議会議員（7期）、岩手県町村議会議長会会長などを歴任した。

## 来歴
岩手県東磐井郡長島村（現在の西磐井郡平泉町長島）に生まれる。町内の小中学校を卒業後、岩手県立水沢農業高等学校に進学、その後は農業に従事する。
1988年（昭和63年）4月に平泉町議会選挙に出馬し初当選し、2014年（平成26年）まで平泉町議会副議長を1期、平泉町議会議長を2期務めた。

### 2014年平泉町長選挙
平泉町議会議員7期目途中の2014年（平成26年）7月31日、平泉町議会議長を辞職し、前町長・菅原正義の任期満了に伴い行われた平泉町長選挙に出馬した。選挙では現職の菅原正義と新人1名を抑え2,614票を獲得、初当選を果たした。
※当日有権者数：6,810人 最終投票率：78.21%（前回比：-1.14pts）
| 候補者名 | 年齢 | 所属党派 | 新旧別 | 得票数  | 得票率 | 推薦・支持 |
| -------- | ---- | -------- | ------ | ------- | ------ | ---------- |
| 青木幸保 | 60   | 無所属   | 新     | 2,614票 | 49.6%  |            |
| 菅原正義 | 60   | 無所属   | 新     | 2,470票 | 46.8%  |            |
| 高久昭二 | 62   | 無所属   | 新     | 190票   | 3.6%   |            |

### 2018年平泉町長選挙
2018年（平成30年）7月31日に任期満了に伴い告示された平泉町長選挙では、無投票で2選を果たした。
町長選が無投票となったのは、2006年（平成18年）に現職の鈴木清紀の死去に伴い行われた平泉町長選挙以来12年ぶりであった。

### 2022年平泉町長選挙
2022年（令和4年）1月23日に8月に行われる平泉町長選への立候補を表明し、8月2日に任期満了に伴い告示された平泉町長選挙では無投票で3選を果たした。
2連続で町長選が無投票となったのは1989年（平成元年）6月以来33年ぶりだった。青木は直前に新型コロナウイルス感染症に罹患したことから、神事と出陣式は本人不在のなか行われ、町内のホテルで行われる予定だった祝勝会も延期された。

### 年譜
- 1954年（昭和29年）3月1日 - 岩手県東磐井郡長島村（現在の西磐井郡平泉町長島）に生まれる。
- 1972年（昭和47年）3月 - 岩手県立水沢農業高等学校を卒業。その後は農業に従事する。
- 1988年（昭和63年）4月 - 平泉町議員に初当選する。
- 2000年（平成12年）4月 - 平泉町議会副議長に任命され、2004年（平成16年）まで1期務める[2]。
- 2002年（平成14年）3月 - 市町村合併調査研究特別委員会委員長に任命され、2004年（平成16年）3月まで同職を務める[1]。
- 2008年（平成20年）4月 - 平泉町議会議長に任命され、議長を辞職する2014年まで2期務める[2]。
- 2013年（平成25年）9月 - 岩手県町村議会議長会会長に就任する。
- 2014年（平成26年）
  - 7月31日 - 平泉町議会議長と岩手県町村議会議長会会長を辞職する[2]。
  - 8月10日 - 平泉町長選挙の投開票が行われ、現職1名と新人1名を抑え初当選する。
  - 8月27日 - 選挙管理委員会委員長から当選証書が手渡され、平泉町長に就任する[4]。
- 2016年（平成28年）9月29日 - 束稲山麓地域農業遺産認定推進協議会の会長に就任する[10]。
- 2018年（平成30年）7月31日 - 平泉町長選挙が告示され、無投票で2選を果たす。
- 2019年（令和元年）10月 - 姉妹都市である和歌山県田辺市を訪れ、一関市長の勝部修、田辺市長の真砂充敏とともに熊野古道を3日かけて歩いた[11][12]。
- 2022年（令和4年）8月2日 - 平泉町長選挙が告示され、無投票で3選を果たす。

## 政策・主張
- 町長1期目の4年間は「畑を耕し、種をまいた段階」と表現し、町民総参加のまちづくりを掲げている[13]。
- 町長に3選した際の就任挨拶では、「8つの政策」として以下を挙げている[14]。

1. 新型コロナウイルス感染拡大防止と社会経済活動の両立
2. 平泉スマートインターチェンジを生かした企業誘致や新たな工業団地の整備
3. Uターン・移住者への支援と交流人口・関係人口の拡大
4. 安全安心なまちづくり
5. 教育の質の向上と「平泉学」の充実
6. 健康寿命の延伸と福祉の充実
7. 結婚・出産・子育ての支援
8. 平泉の文化遺産の保護

- 北上山地への建設が検討されている次世代加速器施設・国際リニアコライダーについて、「東北全体の復興の推進力になる事業」として誘致の推進を主張している[15]。2016年（平成28年）6月に奥州市文化会館Zホールで行われた国際リニアコライダーに関するシンポジウムでは、「平泉の文化遺産は自然との共生、生きとし生けるもの全ての平等と平和が表れている。ぜひこの理念を世界各地から集まった科学者たちに知っていただき、それぞれの国に持ち帰ってもらえたらと考えている。」と述べた[16]。
- 農業の振興として束稲山麓の世界農業遺産登録を目指し、自身も推進協議会の会長に就任している[17]。

## 人物
- 趣味は渓流釣りである[17]。
- 家族は肉牛を生産している[15]。現住所は平泉町長島字前林[4]。